# Gynoplistia metajucunda
Gynoplistia metajucunda är en tvåvingeart som beskrevs av Alexander 1960. Gynoplistia metajucunda ingår i släktet Gynoplistia och familjen småharkrankar. Inga underarter finns listade i Catalogue of Life.